# Epacmus modestus
Epacmus modestus är en tvåvingeart som beskrevs av Friedrich Hermann Loew 1872. Epacmus modestus ingår i släktet Epacmus och familjen svävflugor. Inga underarter finns listade i Catalogue of Life.